# Консейо
Консейо (англ. Consejo) — поселення на півночі Белізу, в однойменному окрузі Коросаль поруч з адміністративним центром краю. І є найпівнічнішою окраїною країни на прикордонні з Мексикою.

## Розташування
Консейо знаходиться на узбережжі Карибського моря і його затоки-бухти Четумаль, зокрема бухти Коросаль. Неподалік поселення знаходиться велике прісноводне озеро Ранчіто Лагуна (Ranchito Lagoon). Місцевість навколо Консейо рівнинна, помережена невеличкими потоками та болотяними озерцями і морськими скелями та пляжами. Зовсім поруч, західніше, знаходиться гирло найбільшої річки краю — Ріо-Ондо (Río Hondo).

## Населення
Населення за даними на 2010 рік становить 350 осіб. З етнічної точки зору, населення — це суміш, метиси, креоли та майя.
| Рік       | 2000 | 2010 |
| --------- | ---- | ---- |
| Населення | 217  | 350  |

## Клімат
Консейо знаходиться у зоні тропічного мусонного клімату. Середньорічна температура становить +24 °C. Найспекотніший місяць квітень, коли середня температура становить +26 °C. Найхолодніший місяць січень, з середньою температурою +21 °С. Середньорічна кількість опадів становить 3261 міліметрів. Найбільше опадів випадає у жовтні, у середньому 404 мм опадів, самий сухий квітень, з 46 мм опадів.